# Идиом (социолингвистика)
Идиом је посебан говор, особен дијалект једног краја или социјалне групе, наречје, жаргон. Лични идиом подразумева нарочите особине одређене личности по којима је она лако препознатљива у понашању или интеракцијама са другима. Укључује све што је разликује од других (начин одевања, манири, мишљење, поступци у опхођењу, навике и др).